# 杜彪
杜彪（1914年—1986年），原名杜名升，男，安徽六安人，中华人民共和国军事人物，中国人民解放军少将，曾任海军上海基地司令员。